# اسلام‌آباد (منوجان، دو)
اسلام‌آباد، روستایی در دهستان قلعه بخش مرکزی شهرستان منوجان در استان کرمان ایران است.

## جمعیت
بر پایه سرشماری عمومی نفوس و مسکن در سال ۱۳۹۵، جمعیت این روستا برابر با ۱۶۴ نفر (۴۵ خانوار) بوده‌است.